# Grumman F-9 Cougar
O Grumman F9F/F-9 Cougar foi uma aeronave de caça embarcado, a jato, projetado e produzido pela Grumman, dos Estados Unidos.
O Cougar foi desenvolvido no início dos anos 50 para a Marinha dos Estados Unidos (USN) e para o Corpo de Fuzileiros Navais dos Estados Unidos (USMC), nas quais desejavam introduzir em serviço de modo rápido, um novo caça com asas enflechadas. As equipes da Grumman decidiram adaptar a célula do F9F Panther, substituído as asas retas por novas asas enflechadas. O empuxo também foi aumentado, com a instalação de novos e mais potentes motores. Apesar disso, a aeronave continuou limitada a velocidades subsônicas. Seu primeiro protótipo, o XF9F-6, produzido modificando uma célula do Panther, fez seu primeiro voo em 20 de setembro de 1951. A USN considerou o Cougar, uma versão modificada do Panther, apesar de terem nomes oficiais diferentes, mantendo a designação F9F, iniciando como F9F-6.
Durante o mês de setembro de 1952, o F9F-6 Cougar foi introduzido no serviço ativo, sendo entregue para o VF-32. Apesar do rápido desenvolvimento, o Cougar não chegou a tempo de entrar em combate na Guerra da Coréia. As primeiras aeronaves de produção foram equipadas com turbojatos Pratt & Whitney J48, porém, o F9F-7 já foi equipado como o turbojato Allison J33. Em meados dos anos 50, o F9F-8 foi introduzido, com melhoras como menor velocidade de estol, melhor manobrabilidade em altos ângulos de ataque e maior alcance. O F9F-8T, biplace (assento duplo), foi operado pela USN como aeronave de treinamento. O F9F-8P, de reconhecimento tático, foi produzido com a conversão de alguns F9F-8.
Em 1 de abril de 1954, Cougars da USN estabeleceram um novo recorde de travessia transcontinental. A equipe acrobática da USN, os Blue Angels, adotaram o tipo, substituindo os Panthers. O Cougar ganhou a favorável reputação de ser uma aeronave dócil e bastante manobrável. O único operador estrangeiro do Cougar foi a Argentina, tendo operado no Comando de Aviação Naval. O F9F-8 foi removido do serviço ativo no final dos anos 50, sendo substituído por aeronaves como o F8U Crusader e o F11F Tiger. Na reserva naval, o Cougar foi operado até meados dos anos 60, tendo somente a variante de treinamento, o TF-9J, sido empregado em combate, sendo utilizado como aeronave de controle aéreo avançado (FAC) durante a Guerra do Vietnã. Após sua retirada do serviço ativo, vários F9F-6 foram empregados como alvos aéreos para treinamento, sendo designados como F9F-6D, ou utilizados para controle de drones, sendo designado F9F-6K.

## Design e Desenvolvimento

### Desenvolvimento Inicial
Rumores de que a União Soviética estava produzido um caça com asas enflechadas já circulavam um ano antes do aparecimento dos primeiros Mikoyan-Gurevich MiG-15 em exposições aérea no ano de 1949. Apesar do nível de atividades de desenvolvimento de novas aeronaves de combate com asas enflechadas, a Marinha dos Estados Unidos (USN) não focava, inicialmente, no desenvolvimento de aeronaves do tipo.Isso se devia pelo foco da USN em defender os grupos tarefa contra bombardeiros de alta altitude e velocidade com interceptadores, bem como a escolta de bombardeiros embarcados em condições all-weather (todo tempo), tendo o combate aéreo se tornado algo de menor interesse na época. Apesar da falta de interesse, a USN apreciava a importância de operar um caça embarcado com asas enflechadas. A Grumman recebeu um contrato para o desenvolvimento de tal aeronave no início de 1951. A chegada do MiG-15 no teatro de operações da Coréia foi um dos grandes fatores para esse desenvolvimento.
O desenvolvimento procedeu em um rápido passo, em partes devido a experiencia da Grumman em estudos com derivados do Panther, modificando o desenho da aeronave. Um exemplo disso foi a decisão dos projetistas em manter a seção central do Panther sem grandes modificações, com estudos de várias configurações alternativas, que introduziram questões do centro de gravidade que, por sua vez, teriam forçado reprojetar, substancialmente, outros elementos da aeronave, como a propulsão. Ao invés disso, o Cougar compartilhou peças com o Panther, como o motor, o trem de pouso e vários outros sistemas. Fazendo poucas modificações, a companhia foi capaz de desenvolver a aeronave em poucos meses, ao invés de anos, nos quais envolvem o desenvolvimento de uma aeronave totalmente nova.
Apesar disso, foi necessário implementar diversas modificações no projeto. Para acomodar efetivamente as novas asas, foi necessário remover os dois tip-tanks de 120 L, que afetariam o centro de gravidade da aeronave, caso fossem adotados com as asas enflechadas; esse também foi o mesmo motivo para a instalação de um único hardpoint para cada asa. Substituindo os tip-tanks, foram adotados tanques internos nas asas, apesar de serem de menor capacidade. Os flaps de bordo de ataque, presentes no Panther, foram deletadas no Cougar, substituídas por slats, enquanto os slats de bordo de fuga e os flaps da fuselagem foram reprojetados, para serem mais efetivos com as asas enflechadas. Os flaps de fuselagem modificados também poderiam servir como freio aerodinâmico secundário.

### Primeiros voos

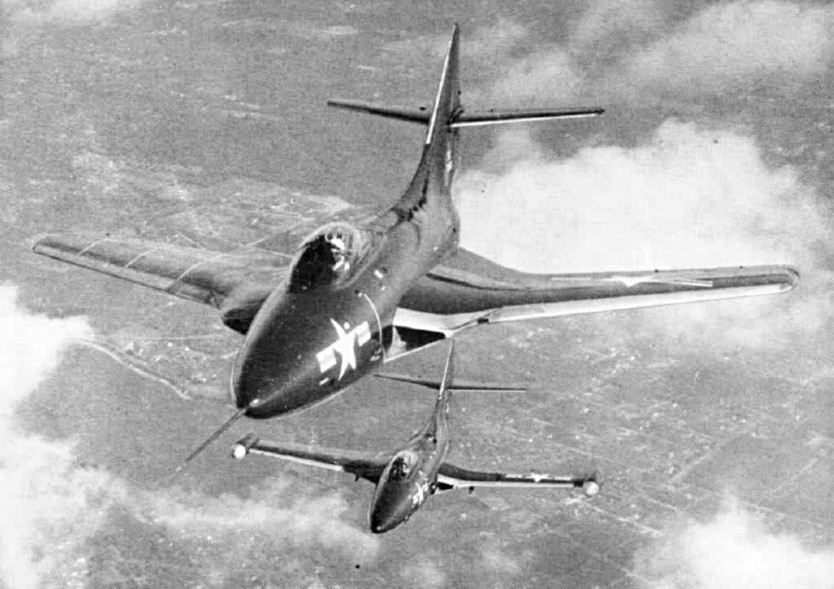
O F9F-6 Cougar, voando em formação com um F9F-5 Panther (abaixo).

Três protótipos do XF9F-6, dois em condições de voo e um estático, foram rapidamente produzidos, modificando células do Panther direto da linha de produção. Em 20 de setembro de 1951, o primeiro protótipo conduziu seu primeiro voo, comandado pelo piloto de provas da Grumman, Fred Rowley, somente seis meses após o fechamento do contrato com a USN. Alguns problemas consideráveis foram encontrados durante a campanha de provas, maioria sendo resolvidos ou simplesmente aceitados, uma vez que havia urgência para terminar a campanha de provas e por o tipo em serviço. O Cougar se provou como um grande avanço em comparação com o Panther, com vários pilotos afirmando que o tipo contava com manobrabilidade superior ao do modelo anterior em velocidades de aproximação. Em mergulho vertical a toda potência, o Cougar podia quebrar a barreira do som, sem ter nada afetando suas características de voo. Em voo nivelado, a aeronave ficava limitada a voo subsônico, porém, seu número de mach crítico subiu de 0.79 para 0.86, a nível do mar, ficando também a 0.895 a 10.000 m (35.000 ft) de altitude, sendo assim, provendo maior desempenho que seu predecessor.
Porém, os controles laterais e longitudinais foram considerados muito aquém dos requerimentos do contrato. Os controles longitudinais originais, uma combinação de ailerons diretos e spoilers atuados hidraulicamente (referidos como flaperons), foram considerados insuficientes quando operados via comandos mecânicos, sem pressão hidráulica, sendo assim, o arranjo de controles foi reprojetado. Wing fences foram adicionados e os spoilers foram estendidos dos fences até as pontas das asas, enquanto os flaperons foram divididos em duas metades, com sua metade interna sendo comandada por um sistema hidráulico em separado.
Os controles laterais foram inicialmente por profundores convencionais e um estabilizador horizontal, os pedais do leme controlavam uma seção abaixo dos profundores, enquanto a seção superior era controlada por um yaw damper. Porém, essa configuração não era ideal para voo em alta velocidade, sendo adotado uma empenagem "flying tail". Sendo assim, o Cougar era capaz de voar de modo seguro sem a metade superior de seu leme.

### F9F-6

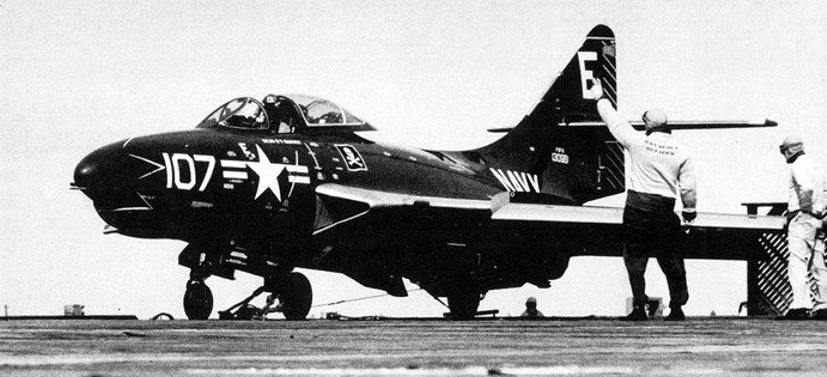
Um F9F-6 Cougar do VF-61, no convés do USS Lake Champlain (CVA-39), em 1954.

O modelo inicial de produção do Cougar era o F9F-6; um total de 646 células foram construídas entre meados de 1952 até julho de 1954. O F9F-6 fez seu primeiro voo em 20 de setembro de 1951, sete meses após o fechamento do contrato da Grumman com a USN para um caça com asas enflechadas. As primeiras 30 aeronaves de produção utilizavam o mesmo motor Pratt & Whitney J42-P-6, utilizado pelo F9F-5 Panther, porém, o mesmo foi substituído pelo J42-P-8, com 7,250 lbf (32.2 kN) de empuxo. O J42 é uma variante produzida sob licença pela Pratt & Whitney do Rolls-Royce Nene.
O sistema de armas contava com quatro canhões AN/M3, de 20mm, montados no nariz, além de provisões para duas bombas de 450 kg (1.000 lb) ou dois tanques de combustível destacáveis de 570 L, por sob as asas. Maioria das aeronaves foram equipadas com antenas UHF no nariz, com alguns também equipados com sondas de reabastecimento em voo. O F9F-6 foi redesignado como F-9F em 1962. Sessenta unidades foram construídos como uma variante de reconhecimento tático, designado como F9F-6P, equipado com câmeras em lugar de seus canhões.
Após sua retirada de serviço ativo, vários F9F-6 foram convertidos como alvos áereos para treinamento de combate, sendo designados como F9F-6D, ou como aeronaves de controle de alvos aéreos, designados como F9F-6K. O F9F-6K e F9F-6D foram redesignados como QF-9F e DF-9F, respectivamente.

### F9F-7

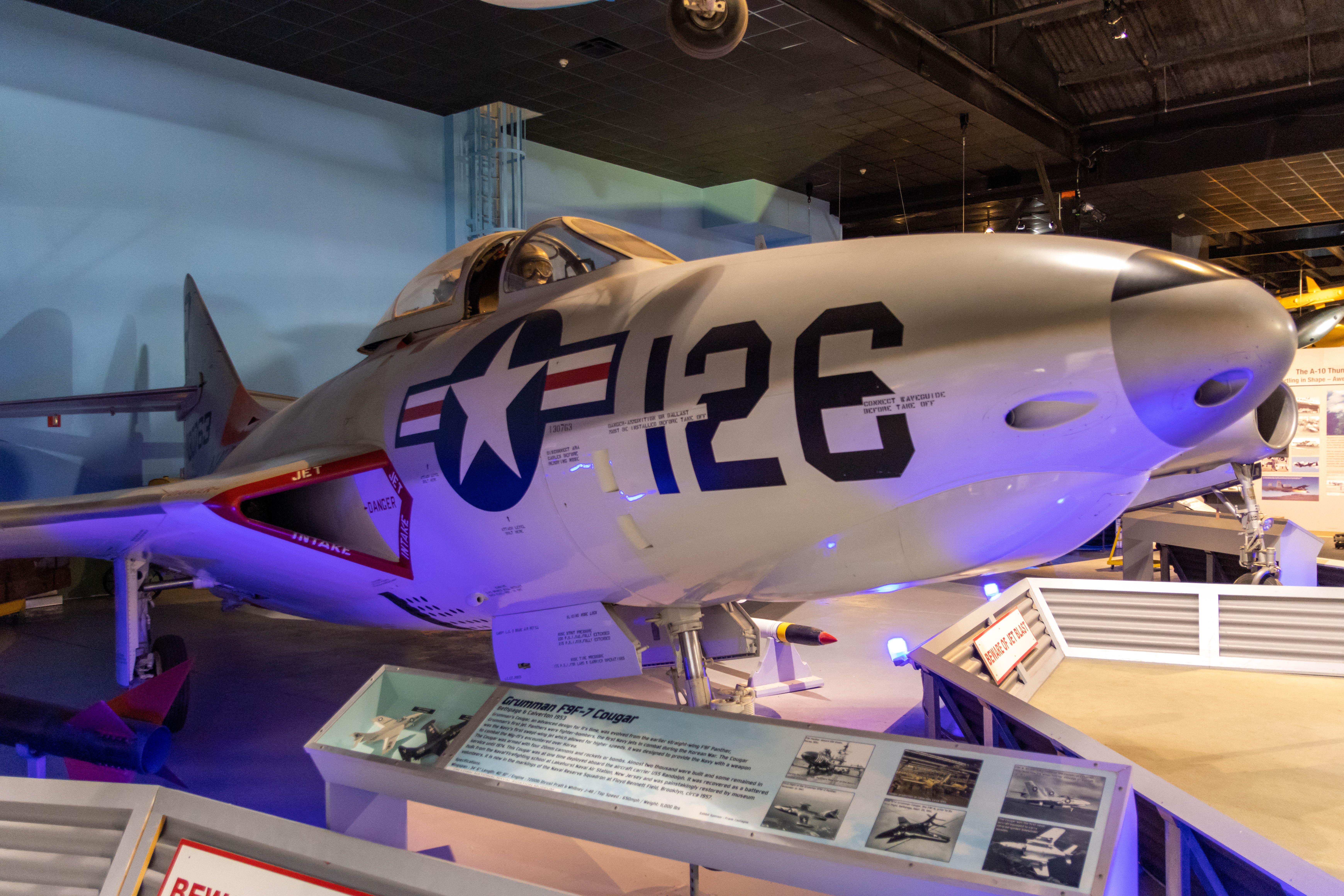
F9F-7 no Museu Cradle of Aviation, em 2023

O F9F-7 foi a designação de um novo lote de Cougars, nos quais foram equipados com motores Allison J33 (que também chegou a equipar o F9F-4 Panther). Num total, 148 unidades foram construídas, com o motor J33 se mostrando menos poderoso e confiável que o Pratt & Whitney J48, utilizado anteriormente no Panther. Quase todas as unidades foram convertidos com motores J48, se tornando indistinguível do F9F-6. Essas aeronaves foram redesignadas como F-9H, em 1962.

#### Provas com convés flexível
A Marinha dos Estados Unidos (USN) utilizou dois F9F-7 para conduzir provas de pouso em um convés flexível, similar ao testado pelos britânicos, no qual possibilitava pousar aeronaves sem necessitar de trens de pouso. O motivo de tais testes é que o trem de pouso é 33% do peso total, sendo que, em teoria, com a remoção do trem de pouso, a aeronave poderia ter maior alcance e carregar maior quantidade de armamento. A aeronave foi equipada com um fundo falso de 76mm sob o dorso da fuselagem, para auxiliar na estabilidade da aeronave durante o pouso no convés flexível, formado por uma camada de tela emborrachada lubrificada. O convés, produzido pela Goodyear, tinha 13mm de espessura, contando com vários cabos de parada. As aeronaves eram lançadas utilizando uma rampa e um carro de manobra era utilizado como trem de pouso temporário.
Os dois F9F-7 de provas foram equipados com motores J48-P-8, de maior potência, ao invés do J33 original. Os testes de pouso demonstraram resultados positivos, provando que o pouso era possível, porém, foi demonstrado que a aeronave se tornava complexa de ser movida pelo convés, que requeria um piloto bastante experiente para executar o pouso e que seria impossível desviar para uma base em terra, caso fosse necessário. O projeto foi encerrado em 1955.

### F9F-8

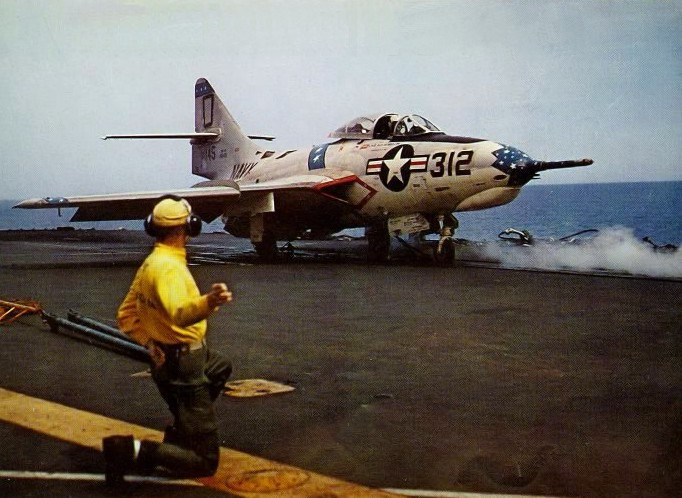
Um F9F-8 do VA-76 no USS Forrestal (CVA-59), em 1957

Os trabalhos no F9F-8 iniciaram em abril de 1953, com três objetivos: Diminuir a velocidade de estol, melhorar o controle da aeronave em altos ângulos de ataque e aumento do alcance. A fuselagem foi alargada em 20 cm, com as asas modificadas (maior área, de 31.3 m²), maior corda e a instalação de dogtooths. As mudanças na célula melhoraram as capacidades de voo em baixa velocidade e alto ângulo de ataque, além de aumentar a capacidade dos tanques de combustível. A velocidade máxima chegou a 1.333 km/h (719 kn) e a velocidade mínima de lançamento em catapulta foi de 235 km/h (127 kn). Agora, o Cougar contava com a capacidade de quebrar a barreira do som em mergulho profundo. Todas as quatro caixas de munição foram montadas atrás dos canhões, em contraste com a montagem espalhada, utilizada nas versões anteriores do Cougar e pelo próprio Panther. A visibilidade do canopi, que já era considerada satisfatória anteriormente, foi melhorada no F9F-8.
601 unidades foram entregues entre abril de 1954 e março de 1957. As últimas unidades do F9F-8 receberam provisões para carregar quatro mísseis ar-ar AIM-9 Sidewinder por sob suas asas, sendo o primeiro caça da USN a carregar tais armas. Maioria das aeronaves desse modelo receberam as provisões para o uso do Sidewinder. Algumas unidades receberam provisões para o uso de armas nucleares. O F9F-8 foi redesignado como F-9J em 1962. O F9F-8B foram unidades convertidas como aeronaves de ataque, sendo designados como AF-9J. A USN recebeu 377 F9F-8T, de treinamento, entre 1956 a 1960. Essas aeronaves foram utilizadas para treinamento avançado, armado e embarcado, sendo operado até 1974. Eles foram armados com dois canhões de 20mm e poderiam carregar a mesma carga de bombas e mísseis de sua variante de caça e ataque. Em 1962, o F9F-8T foi redesignado como TF-9J.
Um total de 110 unidades foram produzidas como uma variante de reconhecimento tático, designadas como F9F-8P. Estas aeronaves receberam uma quantidade considerável de modificações foram feitas, como a eliminação dos canhões, sistemas de controle de tiro e armamento; montagem de câmeras e eletrônica para a missão de reconhecimento tático; aumento da seção do nariz em 12 cm; redistribuição da aviônica em sua baia, modificações no painel de instrumentos e consoles de comandos para embarcar os equipamentos de reconhecimento; e modificações estruturais. Em 1962, os F9F-6P e F9F-8P foram redesignados como RF-9F e RF-9J.

### Características de voo e emprego
O F9F era conhecido como uma aeronave dócil e bastante manobrável. Corky Meyer, que voou tanto o Cougar quanto o North American FJ-3 Fury, afirmou que o Cougar, comparado com o Fury, conta com maior limite de velocidade em mergulho (Mach 1.2), maior limite de forças G (+ 7.5) e maior autonomia.
O F9F Cougar era uma aeronave multimissão de boa capacidade, o que explica o porque do Cougar ter sido menos empregado que outras aeronaves, projetadas para missões específicas. Apesar dos problemas de motor que assolaram o FJ-3, ele foi operado por mais tempo que o Cougar. Isso se deu devido ao fato que o F9F era mais operado como aeronave de ataque, o que vinha a ser substituído por A4D Skyhawk.

## Histórico Operacional

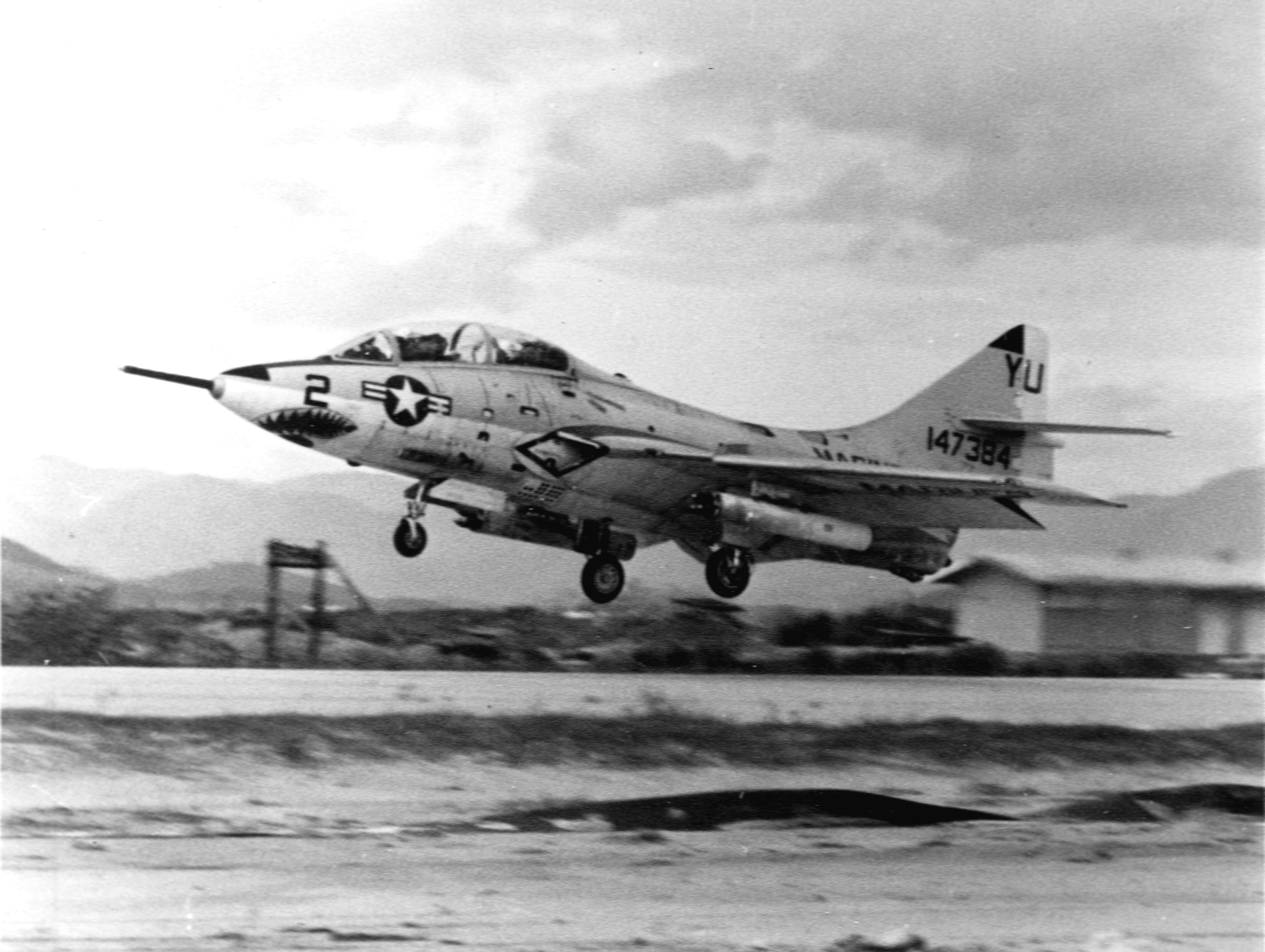
Um TF-9J (F9F-8T) Cougar do H&MS-13, decolando de Chu Lai, Vietnã, 1967

### Estados Unidos
O primeiro F9F-6 foi entregue ao VF-32 ao final de 1952. O primeiro esquadrão de Cougar a ser implantado foi o VF-24, embarcado no USS Yorktown, em agosto de 1953. O Cougar chegou muito tarde no teatro de operações da Coréia, não participando da guerra áerea. O F9F-8 foi retirado de serviço ativo entre 1958 a 1959, sendo substituído pelo F8U Crusader e pelo F11F Tiger. A reserva naval americana utilizou o Cougar até meados dos anos 60, pórém, nenhuma aeronave de assento simples chegou a ser utilizada em combate.
A única variante do Cougar a ver combate foi o TF-9J (F9F-8T), durante a Guerra do Vietnã. Destacamentos de quatro Cougar serviram aos esquadrões H&MS-11, baseado em Da Nang, e H&MS-13, baseado em Chu Lai, da USMC, onde foram utilizados como aeronave de controle aéreo avançado e posto de comando aéreo, direcionando ataques aéreos contra posições inimigas no Vietnã do Sul, entre 1966 a 1968.
O TF-9J teve longo serviço na USN, sendo a aeronave de treinamento avançado da Marinha por mais de duas décadas. Uma modificação proposta do Cougar (com um motor Pratt & Whitney J52) foi rejeitada pela Marinha, sendo adotado o TA-4F Skyhawk. O último Cougar foi aposentado do esquadrão VT-4 em fevereiro de 1974.

#### Recorde de travessia transcontinental
A USN utilizou os F9F Cougar para quebrar o recorde de travessia transcontinental em 1º de abril de 1954. Três aviadores do esquadrão VF-21 completaram o voo de 3,924 km (2.438 mi) em quatro horas, com o Ten. Cmdt. F.X. Brady marcando o melhor tempo, com 3h45min30s. Essa foi a primeira vez que essa distância foi percorrida em menos de quatro horas. Os três F9F-6 Cougar reabasteceram sobre o Kansas, com um North American AJ Savage como avião tanque, utilizando uma sonda experimental, montada diretamente no nariz.

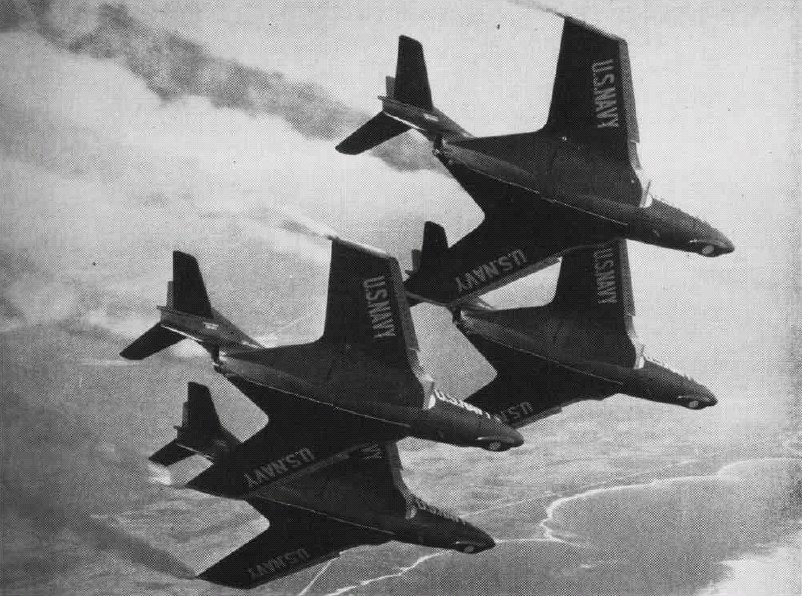
F9F-8 dos Blue Angels em demonstração em 1956

#### Blue Angels
A equipe acrobática da Marinha dos Estados Unidos, os Blue Angels, voaram quatro diferentes variantes do F9F, desde o F9F-2 Panther ao F9F-8 Cougar. Os Blue Angels substituíram seis seis F9F-5 Panther por seis F9F-6 em 1953. Essa substituição não durou, tendo a Marinha retornado as seis aeronaves para o serviço ativo, sem nunca ter feito uma demonstração. Os F9F-6 foram substituído por aeronaves F9F-5 revisadas até 1954, quando os Blue Angels adotaram o F9F-8. Essa aeronave seria utilizada até 1957, quando foram substituídas pelo Grumman F11F Tiger, apesar de um F9F-8T, de dois assentos, ter ficado, sendo utilizado para voos para a imprensa e convidados.

### Argentina
O único país estrangeiro a operar o Cougar foi a Argentina, na qual também foi uma operadora do F9F Panther. Devido a falta de um treinador avançado a jato, a Armada Argentina adquiriu dois F9F-8T em 1962, se tornando os dois primeiros treinadores avançados da aviação argentina como um todo. As duas aeronaves chegaram em 24 de maio de 1962, a bordo do navio aeródromo ARA Independencia (V-1), sendo postos em serviço no dia 30 de maio, pela 1ª Esquadrilha Aeronaval de Ataque. Essas aeronaves foram as primeiras aeronaves argentinas a quebrar a barreira do som. Devido a falta de peças de reposição, as duas aeronaves foram retiradas de serviço em 9 de junho de 1971, sendo uma delas (matrícula 3-A-151), preservada no Museu da Aviação Naval, na Base Aeronaval (BAN) Comandante Espora desde 1988; já a outra unidade (3-A-152) foi vendido a um colecionador dos Estados Unidos, tendo sido perdida em um acidente em 31 de outubro de 1991.

## Variantes
- XF9F-6: Protótipos construídos sob células do F9F-5 Panther, com asas enflechadas e empenagem modificada. Inicialmente equipado com um turbojato J48-P-6, com 7,000 lbf (31 kN) de empuxo, porém, foi reequipado com um motor YJ48-P-8, com 7,250 lbf (32.2 kN) de empuxo. Três unidades construídas (duas em condições de voo e uma para testes estáticos);[18]
- F9F-6: Variante de produção inicial; redesignada como F-9F em 1962. 646 unidades construídas;
  - F9F-6P: Variante de reconhecimento tático; redesignada como RF-9F em 1962. 60 unidades construídas;
  - F9F-6D: Variante de guiagem de alvos aéreos, convertido de unidades F9F-6; redesignada como DF-9F em 1962;
    - F9F-6PD: Variante de guiagem de alvos aéreos, convertido de unidades F9F-6P; redesignada como DF-9F em 1962;

  - F9F-6K: Variante convertida como alvo aéreo não tripulado, convertido do F9F-6; redesignada como QF-9F em 1962;
    - F9F-6K2: Variante modernizada do F9F-6K; redesignada como QF-9G em 1962;
- F9F-7: Variante construída com motores turbojato Allison J33; maioria foram reconvertidos com motores Pratt & Whitney J48. Redesignado como F-9H em 1962; 168 unidades construídas;
- F9F-8: Variante de produção, com fuselagem central maior, canopi reforçado, asas reprojetadas, maior capacidade de combustível e provisões para carregar mísseis ar-ar AIM-9 Sidewinder. Redesignado como F-9J em 1962; 601 unidades construídas;
  - F9F-8B: Variante de ataque, convertida de unidades do F9F-8. Redesignado como AF-9J em 1962;
    - YF9F-8B: Protótipo para aeronave de ataque, convertido de um F9F-8. Redesignado como YAF-9J;

  - F9F-8P: Variante de reconhecimento tático. Redesignado como RF-9J em 1962; 110 unidades construídas;
  - F9F-8T: Variante de treinamento avançado. Redesignado como TF-9J em 1962; 399 unidades construídas;
    - YF9F-8T: Protótipo para aeronave de treinamento avançado, convertido de um F9F-8. Redesignado como YTF-9J;
    - NTF-9J: Variante de provas especiais do TF-9J; Duas unidades convertidas;
- YF9F-9: Designação original dos protótipos YF11F-1 Tiger. Primeiro voo aconteceu em 30 de julho de 1954, sendo redesignado em abril de 1955;

## Operadores
- Argentina - Armada Argentina
- Estados Unidos
  - Marinha dos Estados Unidos
  - Corpo de Fuzileiros Navais dos Estados Unidos

## Especificações (F9F-6/F-9F)
Dados: Standard Aircraft Characteristics F9F-6 "Cougar" de 1º de julho de 1953 

### Características Gerais
- Tripulação: 1;
- Comprimento: 12.47 m (40 ft 11 in);
- Envergadura: 10.52 m (34 ft 6 in);
- Largura: 4.32 m (14 ft 2 in), com as asas rebatidas;
- Altura: 3.74 m (12 ft 3.5 in);
- Área Alar: 28 m² (300 sq ft);
- Alongamento: 4;
- Aerofólio: NACA 64A010;[20]
- Peso Vazio: 5,209 kg (11,483 lb);
- Peso Vazio Equipado: 5,484 kg (12,090 lb);
- Peso Carregado: 7,167 kg (15,800 lb);
- Peso de Combate: 7,368 kg (16,244 lb);
- Peso Máximo de Decolagem (MTOW): 9,525 kg (21,000 lb) em terra; 9,072 kg (20,000 lb) em catapulta;
- Peso Máximo de Pouso: 7,257 kg (16,000 lb) em terra; 6,350 kg (14,000 lb) em catapulta;
- Motor: 1x Turbojato Pratt & Whitney J48-P-8, com 7,250 lbf (32.2 kN) de empuxo máximo;

### Desempenho
- Velocidade Máxima: 1.053 km/h (568 kn) a nível do mar;
- Velocidade de Cruzeiro: 871 km/h (470 kn) a 12,600–13,700 m (41,200–45,000 ft);
- Velocidade de Estol: 172 km/h (93 kn) em aproximação;
- Alcance de Combate: 472 km (255 nmi), com uma hora e 24 minutos de missão;
- Limites de Forças G: + 7;
- Teto de serviço: 13.600 m (44,500 ft);
- Taxa de subida: 34.3 m/s (6,750 ft/min);
- Carga Alar: 300 kg/m2 (61.5 lb/sq ft);

### Armamento
- Canhão: 4x AN/M3 de 20mm. 190 disparos no total;
- Foguetes: 6x foguetes de 127mm;
- Bombas: 2x bombas de 454 kg (1.000 lb) nos hardpoints internos das asas, além de 2x bombas de 227kg (500 lb) nos hardpoints externos.

### Aviônica
- Radar de Controle de Tiro: AN/APG-30